# Diário do Rio Doce
Diário do Rio Doce (também conhecido pela sigla DRD) é um portal de notícias regional sediado em Governador Valadares e pertence ao Sistema Leste de Comunicação. Foi fundado em 1958 como um jornal impresso e encerrou sua versão impressa em outubro de 2019, se tornando apenas um portal de notícias. Como mídia impressa, era um dos principais de Minas Gerais.
Foi fundado em 1958 por um grupo de empresários de Governador Valadares e já passou por outros proprietários antes de pertencer ao Sistema Leste de Comunicação. O jornal foi fundado 20 anos depois da emancipação de Governador Valadares e cobriu vários momentos importantes da história da cidade, como pavimentação das rodovias federais que cortam a cidade.
Mantém parcerias com empresas brasileiras com atuação no exterior, como a Brazilian Times.